# Anya Seton
Ann Seton, dite Anya Seton, née à New York le 23 janvier 1904 et morte à Greenwich (Connecticut) le 8 novembre 1990, est une romancière américaine, auteur de nombreux romans historiques. Elle était la fille de Ernest Thompson Seton, naturaliste anglais et pionnier des Boy Scouts d'Amérique, et de Grace Gallatin Seton. Son tombeau se trouve au cimetière de Putnam à Greenwich.

## Biographie
Ses romans historiques furent remarqués pour le soin avec lequel elle se documentait sur les faits historiques, et certains d'entre eux furent des best-sellers.
Les deux romans les plus populaires d'Anya Seton furent Katherine, traduit en français sous le titre La Dame aux chevaliers, qui raconte l'histoire de Katherine Swynford, ancêtre de la reine Élisabeth II, et Green Darkness, traduit en français sous le titre L'Emprise du passé, qui raconte l'histoire d'un homme et d'une femme en proie à leurs incarnations dans des vies antérieures.
Deux de ses romans furent adaptés au cinéma : le premier, Dragonwyck, par Joseph L. Mankiewicz en 1946, sorti en France sous le titre Le Château du Dragon en 1947 ; le second, Foxfire, par Joseph Pevney en 1955, sorti en France la même année sous le titre La Muraille d'or.
Anya Seton était la fille du pionnier du scoutisme et artiste animalier Ernest Thompson Seton.

## Œuvres
Romans traduits en français
- La Turquoise, 1948 (The Turquoise, 1946)
- Dragonwyck, 1949 (Dragonwyck, 1944)
- La Muraille d'or, 1952 (Foxfire, 1950)
- La Dame aux chevaliers, 1955 (Katherine, 1954)
- Betsy la Rebelle, 1958 (The Winthrop Woman, 1958)
- La Coulée du Diable, 1963 (Devil Water, 1962)
- La Fille du Viking, 1967 (Avalon, 1965)
- Trois Amours, 1969 (The Hearth and Eagle, 1948)
- L'Emprise du passé, 1973 (Green Darkness, 1972)
- La Belle de Richmond, 1974 (My Theodosia, 1941)
- Les Amours sous la cendre, 1976 (Smouldering Fires, 1975)